# Ermanno Olmi
Ermanno Olmi (Treviglio, Bèrgam, Itàlia, 24 de juliol de 1931- Asiago, 5 de maig de 2018) fou un director de cinema i guionista italià. Continuador dels principis estètics i de les aspiracions socials i polítiques del Neorealisme italià, la seva obra es caracteritza per la seva sensibilitat amb els humils i per la seva inspiració cristiana.

## Infantesa i joventut
Va néixer al si d'una família camperola i profundament catòlica. Va quedar orfe molt jove (el seu pare va morir en la Segona Guerra Mundial). No va acabar els seus estudis secundaris i es va instal·lar finalment a Milà on es va matricular a l'Acadèmia d'Art Dramàtic per seguir cursos de recitat. Mentre estudiava, va entrar a treballar a l'empresa EdisonVolta (on ja treballava la seva mare). Olmi rodarà per a EdisonVolta més de quaranta documentals entre 1953 i 1961. Entre ells hi ha títols com Tre fili fino a Milano (1958) i Un metro è lungo cinque. En ells ja es denota la sensibilitat social característica de la cinematografia d'Olmi.

## Primers llargmetrajes
El 1959 Olmi estrena el seu primer llargmetratge:Il tempo si è fermato. En ell narra l'amistat entre un estudiant i el guàrdia d'una presa situada en un paratge solitari d'alta muntanya. Com serà propi del cinema d'Olmi, reflecteix els sentiments de les persones humils i la seva relació amb l'entorn natural.
Il posto (1961) va ser produïda per 22 dicembre productora fundada pel mateix Olmi amb un grup d'amics. Narra la història de dos joves que busquen la seva primera feina i va tenir una gran acollida de la crítica. Va guanyar el Premi de la Crítica en el Festival Internacional de Cinema de Venècia.
I fidanzati (1963) se centra igualment en la vida quotidiana dels obrers. E venne un uomo (1965) és una biografia del Papa Joan XXIII.

## El gran èxit:L'albero degli zoccoli
Després de diverses pel·lícules que no van tenir gran repercussió com Un certo giorno (1968), I recuperanti (1969), Durante l'estate (1971) i La circostanza (1974), el 1977 Olmi roda la pel·lícula que la crítica, encara avui, considera la seva obra mestra: L'albero degli zoccoli (L'arbre dels esclops).Amb aquesta pel·lícula va guanyar la Palma d'Or del Festival Internacional de Cinema de Canes i el Cèsar a la millor pel·lícula estrangera. El film reflecteix amb mirada poètica i, al mateix temps realista, sense sentimentalisme, el món camperol, ambient en el qual Olmi havia nascut i crescut i amb el qual sempre es va sentir lligat.
Olmi es va traslladar de Milà a Asiago i posteriorment, el 1982, a Bassano del Grappa, on va fundar l'Escola de Cinema Ipotesi Cinema. El 1982 va dirigir Cammina, cammina, al·legoria basada en la història dels Reis Mags. També va realitzar per aquelles dates altres treballs menors.(documentals per a la RAI i anuncis de televisió).

## Malaltia i retorn a la feina
Una greu malaltia el va tenir apartat durant un llarg temps de la seva activitat cinematogràfica. El 1987 va tornar amb Lunga vita alla signora!, una pel·lícula d'atmosfera claustrofòbica amb la qual va guanyar el Lleó de Plata del Festival Internacional de Cinema de Venècia.
El 1988 va guanyar el Lleó d'Or d'aquest festival amb La llegenda del Sant Bevedor, pel·lícula basada en el conte homònim de Joseph Roth, que va ser adaptat per Tullio Kezich i el mateix Olmi. Aquesta pel·lícula també va guanyar quatre premis David de Donatello
El 1993 va rodar Il segreto del bosco vecchio, basat en un conte de Dino Buzzati. La pel·lícula és protagonitzada per l'actor Paolo Villaggio: Olmi trenca aquí el seu costum de recórrer a actors no professionals o poc coneguts.
El 1994 va dirigir l'episodi Genesi: la creazione e il diluvio amb el qual la RAI participava en un ambiciós projecte internacional d'adaptació televisiva de la Bíblia.

## Il mestiere delle armi(2001)

Pòster de la pel·lícula Mestiere delle armi

El 2001 va dirigir Il mestiere delle armi (L'ofici de les armes), pel·lícula històrica basada a la figura del condottiero Giovanni de' Medici. Va tenir gran èxit de la crítica en la seva presentació en el Festival de Canes (2001). La pel·lícula va guanyar nou premis David di Donatello el 2002: millor pel·lícula, millor director, millor guió, millor producció, millor fotografia, millor muntatge, millor música, millor vestuari i millors decorats.

## Darreres obres
El 2003 va estrenar Cantando dietro i paraventi, pel·lícula ambientada a la Xina de finals del segle xviii i que va rebre nombrosos premis i reconeixements, especialment pels seus valors tècnics (escenografia, fotografia, vestuari i efectes especials). Les escenes ambientades a la costa xinesa es van rodar en realitat en el llac Skadar (entre Albània i Montenegro) i la flota imperial va ser recreada amb tecnologia digital. El repartiment va estar integrat per actors xinesos, llevat dels italians Bud Spencer i Camillo Grassi.
El 2005 va rodar Tickets, una pel·lícula codirigida amb Abbas Kiarostami i Ken Loach.
El 2007 es va estrenar Centochiodi, pel·lícula amb què Olmi va anunciar que abandonava el cinema de ficció per dedicar-se a partir d'ara a rodar documentals.

## Condecoracions
A part dels nombrosos premis cinematogràfics, va rebre la Gran Creu de l'Orde al Mèrit de la República d'Itàlia el 2004.; a més de la Medalla d'Or de l'Orde al Mèrit per la Cultura i l'Art que ja havia rebut el 2004.

## Filmografia
- Il tempo si è fermato (1958)
- Il posto (1961). Premi de la Crítica en el Festival Internacional de Cine de Venècia.
- I fidanzati (1963)
- E venne un uomo (1965)
- Un certo giorno (1968)
- L'albero degli zoccoli (1978)
- Cammina cammina (1983)
- Lunga vita alla signora! (1987)
- La llegenda del Sant Bevedor (1988)
- 12 registi per 12 città (1989). Documental col·lectiu: Olmi es va encarregar de l'episodi dedicat a Milà.
- Lungo il fiume (1992)
- Il segreto del bosco vecchio (1993)
- Il denaro non esiste (1999)
- Il mestiere delle armi (2001)
- Cantando dietro i paraventi (2003)
- Tickets (2005). Codirigit amb Abbas Kiarostami i Ken Loach
- Centochiodi (2007) [Cent claus]